# Regla de los signos de Descartes
La regla de los signos de Descartes, inicialmente descrita por René Descartes en su obra La géométrie,  es un teorema que determina el número de raíces positivas y negativas de un polinomio.
Según la regla, si los términos de un polinomio con coeficientes reales se colocan en orden descendente de grado; entonces el número de raíces positivas del polinomio es o igual al número de cambios de signo o menor por una diferencia par. Es importante precisar que esta regla no proporciona el número exacto de raíces del polinomio ni tampoco identifica las raíces del polinomio.

## Ejemplo
{\displaystyle x^{3}+x^{2}-x-1\,}
Tiene un cambio de signo entre el segundo y el tercer término. Por tanto existe solamente una raíz positiva según Descartes.
Para contar el número de raíces negativas (como corolario a la regla), hacemos la sustitución {\displaystyle x\longrightarrow -x\,}:
{\displaystyle -x^{3}+x^{2}+x-1\,}
Este polinomio tiene dos cambios de signo, luego el polinomio original posee 2 o 0 raíces negativas.
Para confirmar el resultado, obsérvese la factorización del polinomio:
{\displaystyle (x+1)^{2}(x-1),\,}
Las raíces son -1 (dos veces) y 1.
X-y

## Caso particular
El hecho de que las raíces positivas pueda ser menor que la cota que nos da este resultado se debe a las raíces complejas del polinomio. Como estas siempre van en parejas de conjugados, el número de raíces positivas será el número de cambios de signo del polinomio menos un múltiplo de dos. Si todas las raíces del polinomio son reales, la regla proporciona el número exacto de raíces positivas del polinomio.